# South Ambulance
South Ambulance är en svensk indiemusikgrupp från Stockholm. Gruppen bildades 2003 av Pietu Kaipanen, Daniel Filipsson, Robin Spurrier och Daniel Gamba.
Flera demoskivor spelades in och gruppen började även att spela live på klubbar. Gruppen mottogs väl av fansen och började även få speltid i radio. I januari 2005 anslöt Stefan Lindström sig till bandet. Den 23 mars samma år släpptes debutalbumet South Ambulance på skivbolaget Labrador.

## Diskografi

### Album
- 2005 - South Ambulance

### Fotnoter
1. 1 2  ”South Ambulance”. Labrador Records. Arkiverad från originalet den 9 december 2011. https://web.archive.org/web/20111209041132/http://www.labrador.se/artists/southambulance.php3. Läst 22 december 2011.